# Giperboloid inženera Garina
Giperboloid inženera Garina (in russo Гиперболоид инженера Гарина?) è un film del 1965 diretto da Aleksandr Gincburg. E' un film di fantascienza sovietico in bianco e nero basato sul romanzo omonimo di Aleksej Nikolaevič Tolstoj. Il titolo, tradotto letteralmente, significa "L'iperboloide dell'ingegnere Garin".

## Riconoscimenti
- Festival internazionale del film di fantascienza di Trieste (Italia)
  - Primo premio "Sigillo d'oro della città di Trieste", 1966